# 5276 Gulkis
5276 Gulkis eller 1987 GK är en asteroid i huvudbältet som upptäcktes 1 april 1987 av den amerikanske astronomen Eleanor F. Helin vid Palomar-observatoriet. Den är uppkallad efter den amerikanske astronomen Samuel Gulkis.
Asteroiden har en diameter på ungefär 9 kilometer.